# 休斯敦 (佛羅里達州)
休斯敦（英語：Houston）是位於美國佛羅里達州薩旺尼縣的一個非建制地區。該地的面積和人口皆未知。

## 地理
休斯敦的座標為30°15′25″N 82°54′09″W / 30.25694°N 82.90250°W，而該地的平均海拔高度為52米（即171英尺）。